# Tenryō
Als Tenryō (jap. 天領, dt. etwa: „kaiserlicher Besitz“, vgl. Krongut) wurde während der Meiji-Zeit Land bezeichnet, das sich ehemals im direkten Besitz des Tokugawa-Shogunats befand, also reichsunmittelbar war und nicht als Lehen (han) an einen Daimyō vergeben wurde. Dieses Land war 1868 während des Boshin-Kriegs zu Beginn der Meiji-Restauration an den Tennō gefallen. Der für die Edo-Zeit üblichere Begriff für dieses Land ist Bakufuryō (幕府領) und Bakuryō (幕領), was beides „Bakufu-Besitz“ bedeutet, oder auch (Bakufu) chokkatsuryō ((幕府)直轄領), „unmittelbarer Besitz (des Bakufu)“. Die Lehen der Hatamoto als kleinere Vasallen des Shōgun werden oft den Tenryō zugerechnet, manchmal auch als hatamoto-ryō (旗本領) separat betrachtet.
Die Tokugawa-Familie besaß während der Edo-Zeit die größten Ländereien, im 17. Jahrhundert betrugen die jährlichen Einnahmen rund vier Millionen Koku. Die mächtigste Daimyō-Familie, die Maeda mit dem Lehen Kaga brachten es dagegen „nur“ auf eine Million Koku. Die Tenryō bildeten das finanzielle Fundament des Shōgunats mit wichtigen Städten wie Osaka und Nagasaki, den Gold- und Silberminen von Sado und weiteren Minen. Geographisch konzentrierten sich die Shōgunatsländer auf die fruchtbaren Ebenen von Kantō und Tōkai, zusammen mit den verbündeten Fürstentümern kontrollierten die Tokugawa auch wichtige Zugangswege und geostrategisch wichtige Punkte. Die Provinzen Kai und Hida waren ab 1724 bzw. 1693 vollständig im Besitz des Shōgunats.
| Kategorie | Territorium    |
| --- | -------------- |
| Land des Kaiserhofes | 141.151 koku   |
| Shōgunatsbesitz (tenryō/bakuryō) | 4.213.171 koku |
| Lehen für kleine Vasallen des Shōguns (hatamoto etc.) unterhalb Fürstenstatus, d. h. mit Land <10.000 koku Ertrag (oft der Shōgunatsdomäne zugeschlagen, hier aber separat gerechnet) | 2.606.545 koku |
| Großlehen (han) von ursprünglich verbündeten (fudai und shinpan) Fürsten | 9.325.300 koku |
| Großlehen von ursprünglich verfeindeten, „äußeren“ (tozama) Fürsten | 9.834.700 koku |
| Schrein- und Tempelgüter | 316.230 koku   |